# 1991年伊拉克起義
1991年伊拉克起義是由伊拉克什叶派和库尔德人发动的反抗萨达姆的民族和宗教起义，此次起义发生于1991年3月至4月。当时，伊拉克因两伊战争和第一次海湾战争受挫。最终伊拉克政府获得胜利，但库尔德人建立了自治区并促使联军在伊拉克设置了禁飞区。